# Morten Reenberg
Morten Reenberg, född den 18 juni 1660 i Viborg, död den 23 februari 1736 i Köpenhamn, var en dansk präst. Han var bror till Thøger Reenberg och farbror till Christian Christopher Reenberg.
Reenberg blev student från Viborgs skola 1677, tog teologisk attestats 1682 och begav sig därefter på en längre utlandsresa. Han vistades en längre tid i Oxford och Cambridge, men besökte också Frankrike, Holland och Tyskland.
År 1690 vände han hem, men då han inte lyckades uppnå någon befattning funderade han en tid på att resa till England, där han hade goda förbindelser, och bosätta sig där. Biskop Hans Bagger fick honom dock att överge planerna och skaffade honom 1693 anställning som fältpräst vid de danska hjälptrupperna i Flandern.
Han var med i slaget vid Neerwinden 1693 och var nära att omkomma under reträtten därifrån. Han vände därefter tillbaka till Danmark, där han emellertid hade blivit utnämnd till sognepræst i Stege och prost på Møn. År 1709 blev han utan ansökan kallad därifrån till sognepræst vid Helligaandskirken i Köpenhamn.
År 1720 utnämndes han till stiftsprost och sognepræst vid Vor Frue Kirke i Köpenhamn. Reenberg var en mycket originell personlighet, vars predikningar väckte stor uppmärksamhet och utmärktes av en hög grad av frimodighet, även gentemot hovet. Han var en stor fiende till pietismen och angrep i sina predikningar starkt denna riktning.
Detta inbringade honom, särskilt under kung Kristian VI, åtskilliga tillrättavisningar genom biskopen. Han var, trots att han inte uppträdde som skribent, en mycket lärd man och innehade ett stort bibliotek, ett naturaliekabinett och en betydande myntsamling. Allt detta förstördes i Köpenhamns brand 1728.